# La vida en rosa

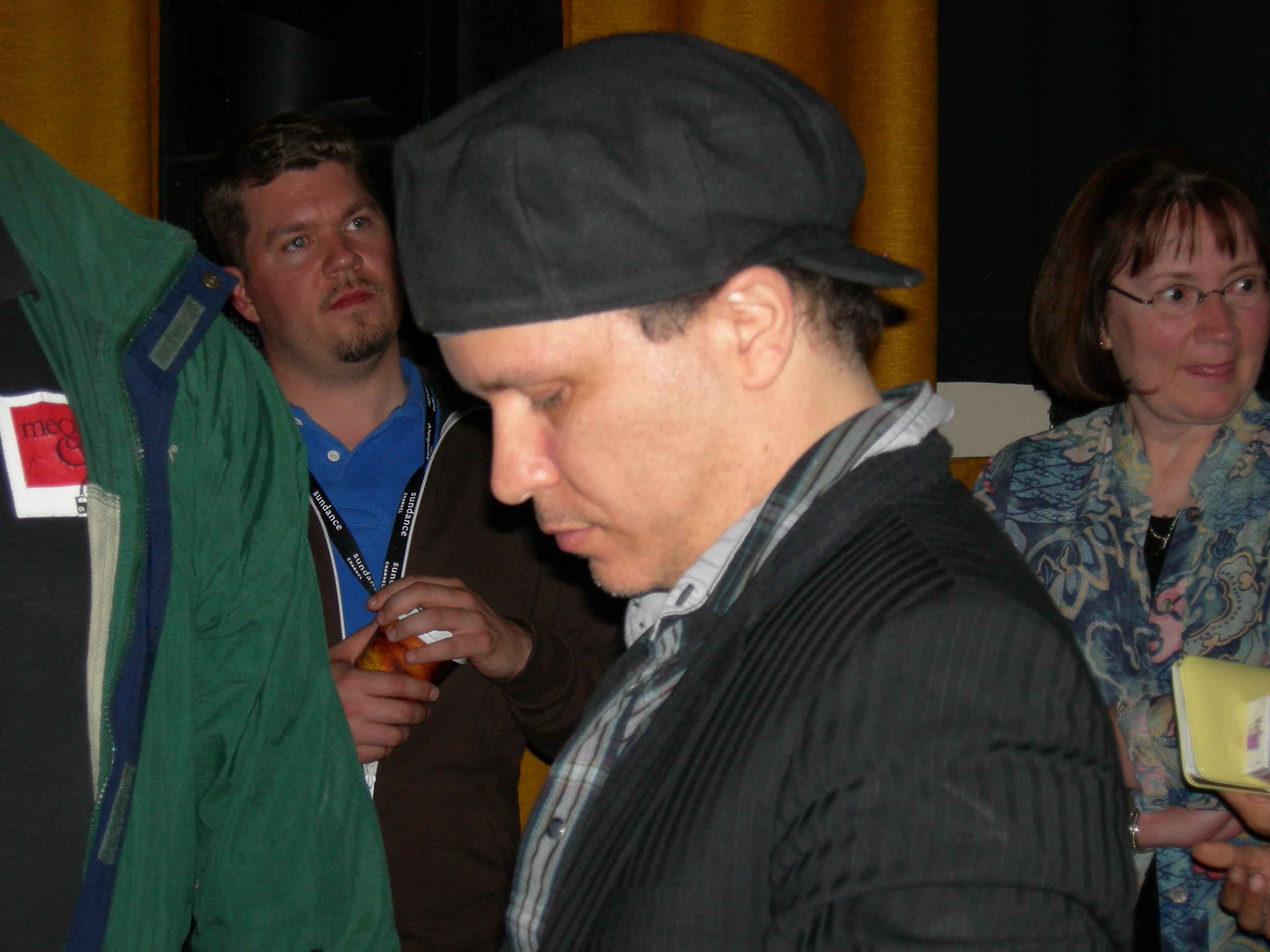
Imatge d'Olivier Dahan, director de la pel·lícula.

La vida en rosa (La Môme a l'original francès) és una pel·lícula biogràfica francesa d'Olivier Dahan, que retrata la vida d'Édith Piaf, interpretada per Marion Cotillard i estrenada el 2007. La pel·lícula ha guanyat dos Oscars, quatre BAFTA, cinc Césars i un Globus d'Or.

## Argument
Aquesta pel·lícula descriu nombroses parts de la vida d'Édith Piaf, com la seva infantesa, la seva glòria, els seus amics, els seus cops de geni, les seves alegries i les seves penes, els seus èxits i els drames de la seva vida, la seva desaparició, etc.

## Repartiment
- Édith Piaf: Marion Cotillard
- Marcel Cerdan: Jean-Pierre Martins
- Louis Leplée: Gérard Depardieu
- Annetta Gassion: Clotilde Courau
- Louis Gassion: Jean-Paul Rouve
- Mômone: Sylvie Testud
- Louis Barrier: Pascal Greggory
- Aicha: Farida Amrouche
- Raymond Asso: Marc Barbé
- Marlene Dietrich: Caroline Sihol
- Titine: Emmanuelle Seigner
- Louise Gassion, l'àvia: Catherine Allegret
- Édith Piaf als 5 anys: Manon Chevallier
- Édith Piaf als 8 anys: Pauline Burlet
- Canetti: André Penvern
- Marguerite Monnot: Marie-Armelle Deguy
- Jeanne: Valérie Moreau
- 1a prostituta: Emy Levy
- 2a prostituta: Laura Stainkrycher
- Robert Juel: Félix Belleau
- Marc Bonel: Marc Gannot
- Danielle Bonel: Elisabeth Commelin
- Ginou: Caroline Raynaud
- Doug Davis: Harry Hadden-Paton
- Simone Margantin: Édith Le Merdy
- Mamy: Josette Menard
- Jacques Pills: Laurent Olmedo
- Josette: Chantal Bronner
- Mireille: Nathalie Dorval
- Coquatrix: Jean Paul Muel
- Doctor Bernay: Christophe Odent
- P'tit Louis: Pierre Derenne
- Guillaume: Olivier Cruveiller
- Claude: Laurent Schilling
- l'entrevistador: Sebastien Tavel
- Albert: Dominique Bettenfeld
- Philipo: Cylia Malki
- Suzanne: Agathe Bodin
- la vident: Liliane Cebrian
- la costurera: Nicole Dubois
- l'assistenta de Leplée: Ashley Wanninger
- un periodista: Nicolas Simon
- Étienne: Éric Franquelin
- un noi: Pascal Mottier
- Fisher: William Armstrong
- l'amo de la brasseria: Pier Luigi Colombetti
- Roup: Dominique Paturel
- Goldin: Marc Chapiteau
- Jameson: Nicholas Pritchard
- el que treu foc: Jan Filipensky
- Zale: Jean-Jacques Desplanque
- el pallasso: Oldrich Hurich
- el policia: Christophe Kourotchkine
- el doctor Ostende: Thierry Gibault
- Jo Moustaki: Junior Rodinaud
- Petite Marcelle: Anna Demidoff
- home Lannes: Philippe Bricard
- el doctor als Estats Units: Garrick Hagen
- el doctor a Belleville: Marek Vasut
- Mr Loyal: Mathias Honoré
- Charles Dumont: Mario Hacquard
- Cantant veu Edith Piaf: Jil Aigrot

## Premis i nominacions

### Premis
- César a la millor actriu - Marion Cotillard
- César al millor decorat - Olivier Raoux
- César a la millor fotografia - Tetsuo Nagata
- César al millor so
- César al millor vestuari
- Oscar a la millor actriu - Marion Cotillard
- Oscar al millor maquillatge - Daniel Lavergne i Jan Archibald
- Globus d'Or a la millor actriu musical o còmica - Marion Cotillard

### Nominacions
- César a la millor pel·lícula
- César al millor director - Olivier Dahan
- César al millor guió original o adaptació - Olivier Dahan
- César al millor actor secundari - Pascal Greggory
- César a la millor actriu secundària - Sylvie Testud
- César al millor muntatge